# Ostrau (Petersberg)
Pour les articles homonymes, voir Ostrau.
Ostrau est un faubourg de la commune allemande de Petersberg, dans l'arrondissement de la Saale en Saxe-Anhalt. Il se compose des quartiers Mösthinsdorf, Ostrau et Werderthau.
Elle constituait une ancienne commune, fusionnée avec Petersberg le 1er janvier 2010.

## Histoire
Ostrava, qui se trouve sur le ruisseau Riede, est mentionnée pour la première fois en 1125 lorsque Conradus M. Graf zu Wettin, plus tard margrave de Meissen, donne le Capellam Ostrowe au monastère sur le Petersberg. Le toponyme est dérivé de l'ancien sorabe Ostrov pour « île ».
La famille ministérielle de Ostrowe y siège jusqu'au début du XVe siècle. Elle est suivie par les seigneurs de Witzleben à partir de 1440, Friedrich von Hoym en 1455, Herlfrecht von Meckau en 1471 et Achatius von Veltheim (de) à partir de 1586, qui construit le palais d'Ostrava le 1er février 1586. Il est inféodé par l'électeur Auguste de Saxe. Les familles nobles Knauth, von Scheidingen (de) (1419) et von Draxdorf possèdent également des biens dans le village. En 1713, le château d'Ostrau est reconstruit dans le style baroque.
Jusqu'en 1815, Ostrau appartient à la juridiction patrimoniale du manoir d'Ostrau, qui est sous l'administration du Wettin Office Delitzsch à partir de 1485,, mais en est spatialement séparé. À la suite des décisions du Congrès de Vienne, les places du quartier du domaine d'Ostrava, comme la plupart des places du bureau saxon de Delitzsch, sont passées à la Prusse en 1815. En 1816, Ostrau est assigné au district de Bitterfeld dans le district administratif de Merseburg dans la province de Saxe.
Lors de la réforme du district en RDA en 1952, Ostrau est devenu une partie du plus petit Saalkreis dans le district de Halle. le 1er janvier 2005, Mösthinsdorf est incorporé à Ostrava. En 2010, rejoint la commune unifiée de Petersberg. Depuis, elle est une municipalité indépendante dans la communauté administrative Götschetal-Petersberg avec les districts associés Werderthau et Mösthinsdorf. Le dernier maire d'Ostrava est Lieselotte Berner. Depuis lors, les trois localités forment le village d'Ostrau au sein de la grande commune de Petersberg.